# Midway Games
Midway Games (на час заснування: Midway Manufacturing) — одна з найбільших компаній, що займалася виданням, поширенням і розробкою комп'ютерних ігор. Заснована в 1988 році. Діяльність Midway Games почалася зі створення простих ігор для ігрових автоматів і перших ігрових приставок. Крім того, Midway Games була власником кількох дочірніх студій-розробників комп'ютерних ігор.
У 2009 році компанією була ініційована процедура банкрутства. Пізніше було оголошено про придбання компанії і більшої частини інтелектуальної власності компанією Warner Bros. Interactive Entertainment.